# 中野Studio twl
中野Studio twl（なかのスタジオ ティーダブルエル）は、東京都中野区にある劇場である。中野twlとも呼ばれる。

## 概要
1999年に劇団シアター・ウィークエンドの東京スタジオとしてオープンした。当初は劇場公演がメインであったが、公演がない平日にお笑い芸人に貸し出したのがきっかけでお笑いライブの開催が増えた。
座席は主催者希望による仮設式であり、最大44人を収容できる。
地下芸人と呼ばれるお笑い芸人が頻繁に出演していることから「地下芸人の聖地」と呼ばれることがあり、「アナザースカイ」においてロッチの中岡創一やマヂカルラブリーの野田クリスタルが訪れている。

## アクセス
- 西武新宿線「沼袋駅」から徒歩6分ほど[1]
- JR中央線・総武線、東京メトロ東西線「中野駅北口」から徒歩15分
- 東京都中野区新井3-16-7

## 参考情報
- [1]
- “やす子が自衛隊ネタを磨いたライブスタジオといえば沼袋に近い【Studio twl】！！　櫻井・有吉THE夜会 2024/05/02”.   中野deやろう！. 2025年2月25日閲覧。
- 日本エレキテル連合. “日本エレキテル連合　ネタライブ2g”. 2025年2月24日閲覧。
- WEBザテレビジョン『野田クリスタル、マヂカルラブリーの結成秘話を披露「中野twlで村上が俺を出待ちして『コンビ組んでください』って」』。2024年10月31日閲覧。

- “「『エンタの神様』出たいなと思って」マヂカルラブリー野田、ピン芸人時代の苦悩:あちこちオードリー”.   テレ東プラス (2023年1月17日). 2024年11月6日閲覧。
- “元日恒例「マヂカルラブリーno寄席」が、2025年1月1日に東京・中野studio twlから無観客配信”.   お笑いナタリー. 2025年1月8日閲覧。
- “【孤高のカルト芸人・永野登場！】急なオファーで不満爆発！！アルピー平子の立ち振舞いに永野が嫉妬！？【しくじり放送室】”.   しくじり先生 俺みたいになるな!!【公式】. 2025年2月20日閲覧。
- “旧友がホームレスに！？同期芸人モダンタイムスと対談！”.   アルピーチャンネル_アルコ&ピース公式. 2024年11月28日閲覧。
- “【アイコン撮影】思い出の劇場で撮影会をしたら、平子のセンスが爆発！？【中野twl】”.   アルピーチャンネル_アルコ&ピース公式. 2020年10月23日閲覧。
- よしもと中尾班YouTube劇場 (2023-07-01), 【ジョイマン】おもいで探訪二人の思い出の地をまわる！ 2024年11月21日閲覧。
- “「心の動きが知りたい」錦鯉・長谷川がオードリーに鋭い質問（てれびのスキマ）:あちこちオードリー”.   QJWeb クイック・ジャパン ウェブ. 2025年1月9日閲覧。
- 【公式】BS10（ビーエステン） (2025-01-09), ぺこぱと中野 後編 下積み時代に舞台に立っていた劇場へ 高橋みなみのそこそこさんぽ
- “ぺこぱ、「中野TWLの帰り道かな？」”.   oricon. 2024年11月26日閲覧。
- “『ぺこぱポジティブNEWS』相方への遺書は、ぺこぱ初舞台の地であるお笑い系ライブハウス「中野Studio twl」で撮影”.   マイナビニュース. 2025年1月8日閲覧。
- “水溜りボンド・トミー、コロナ禍で存続危機のライブハウス「中野twl」へ44万円支援”. 2025年1月9日閲覧。
- “モダンタイムスの外飲み探訪〈沼袋編〉中野にある地下ライブの聖地「Studio twl」”.   モダンタイムス公式チャンネル. 2024年11月26日閲覧。